# Presă (mijloace de informare)

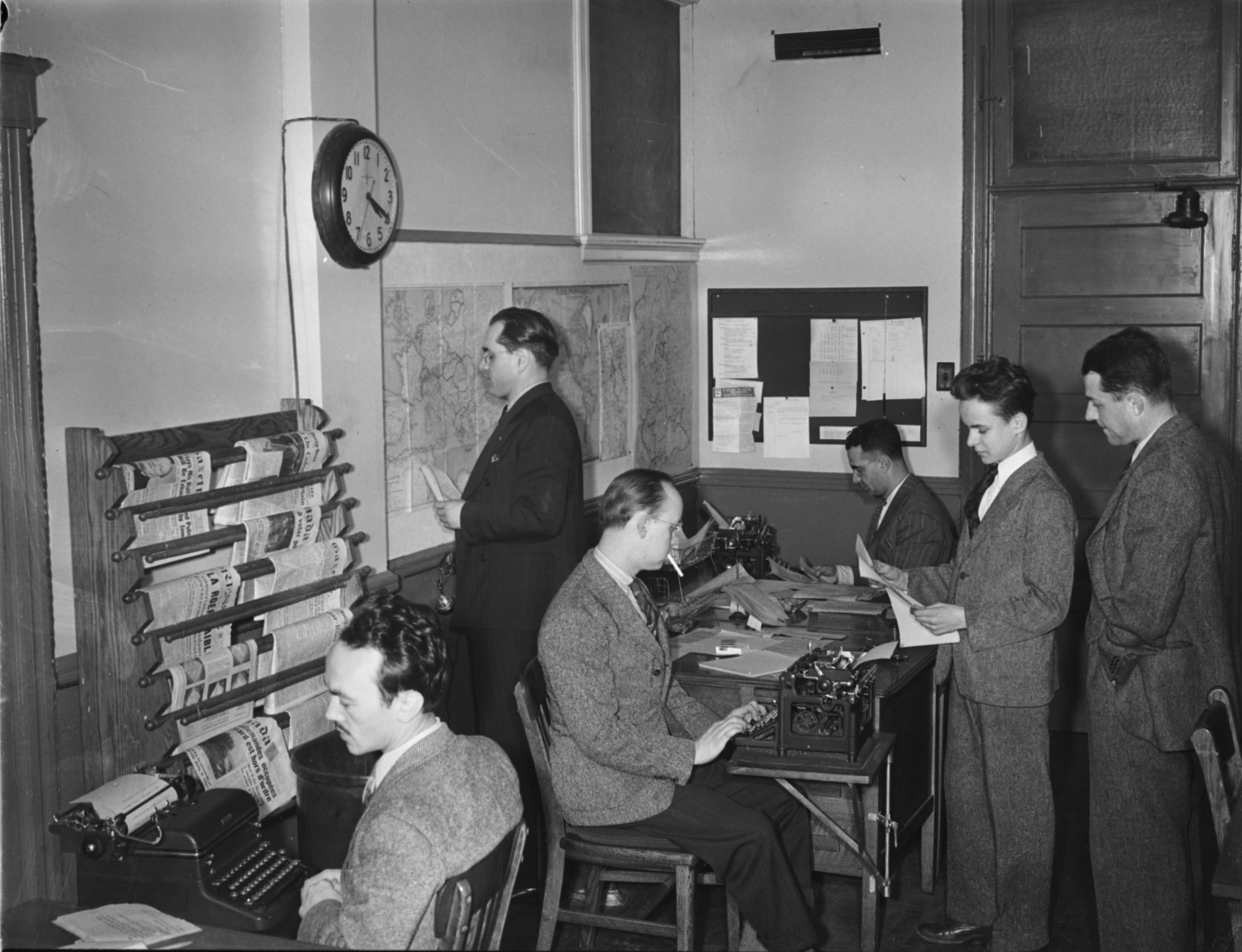
Jurnaliști la lucru în Montreal în anii 1940

Presa este constituită din totalitatea elementelor de mass media care se ocupă cu furnizarea de știri.
Acestea sunt ziare, reviste, radioul, televiziunea și mai nou Internetul (publicații online și bloguri).